# Женевски протокол
Протоколът за забрана на използването на задушливи, отровни или други газове и бактериологични средства по време на война, по-известен като Женевският протокол, е международен договор, забраняващ използването на химически и биологични оръжия в международни въоръжени конфликти.
Подписан е на 17 юни 1925 г. в Женева и влиза в сила от 8 февруари 1928 г. Регистриран е в официално публикувания сборник от договори и други международни споразумения на Обществото на народите на 7 септември 1929 г.
Договорът забранява използването „задушливи, отровни или други газове и на всички сходни течности, материали и уреди“ и „бактериологични методи на война“. Въпреки това никъде в договора не се споменава за създаването, транспорта или съхранението на такъв тип оръжия. За тази цел по-късно са създадени Конвенцията за забрана на биологическото и токсично оръжие (КБО) през 1972 г. и Конвенцията за забрана на химическото оръжие (КХО) през 1993 г.

## История на подписването
Въпреки Хагските конвенции в Първата световна война широко се използват химически оръжия. От 1914 г. Франция използва сълзотворен газ, а първото наистина успешно използване е от Германската империя при Втората битка при Ипър, когато използват хлор. Всички големи държави започват да развиват химически оръжия и в резултат са създадени редица ужасяващи вещества, засягащи ралични части от тялото – а някои са предназначени да бъдат смъртоносни (например циановодороден газ). Най-малко 124 000 тона са произведени по време на войната. През 1918 г. около една на три гранати е с опасни химични агенти. Около 1,3 милиона жертви на конфликта, се дължат на използването на газ, а психологически ефект върху войските може да е има още по-голям ефект (вж. Посттравматичен стрес). Създават се различни механизми за предпазване на войниците. Използването на смъртоносно отрова газ не е ограничена до бойците на фронта, а се употребява и върху цивилни, тъй като близките градове са били изложени на риск ветровете да разнесат отровните газове. Цивилни, живеещи в градове рядко са имат каквито и да е системи за предупреждение за опасностите от отровен газ, както и липсата на достъп до ефективни газови маски. Използването на химически оръжия, използвани от двете страни са довели до около 100 000 – 260 000 цивилни жертви по време на конфликта. Десетки хиляди повече (заедно с военния персонал) умират от увреждане на белите дробове, увреждане на кожата, както и церебрални увреждания, в годините след приключването на конфликта. През 1920 г. само, над 40 000 цивилни и 20 000 военнослужещи са загинали от ефектите на химическите оръжия.
Версайският договор включва някои разпоредби, които забраняват на Германия производство или внос на химически оръжия. Подобни договори има с Първата австрийска република, Кралство България и Кралство Унгария, всички принадлежащи към на страната на загубилите, Централните сили. Руски болшевики и Великобритания продължават използването на химическо оръжие в Руската гражданска война и евентуално в Близкия изток през 1920 г.
Три години след Първата световна война, съюзниците са искали да потвърдят Версайския мирен договор и през 1922 г. в Съединените щати, въвежда Договора за употребата на подводници и вредни газове във войната на Военноморската конференция във Вашингтон. Четири от победителите на война, Съединените щати, Великобритания, Кралство Италия и империята на Япония, дават съгласието си за ратификация, но той не успя да влезе в сила, тъй като Третата френска република възразява срещу разпоредби за подводници в договора.
В Женева конференция за надзора на международния трафик на оръжие от 1925 французите предлагат протокол за неизползване на отровни газове. Втората Полска република предлага добавяне на бактериологични оръжия. Протоколът е подписан на 17 юни.

## Държави участници
Първоначално 38 държави подписват договора. Франция е първата, която го ратифицира (10 май 1926 г.), а Салвадор е последната (26 февруари 2008 г.). До ноември 2015 г. 140 държави са участници в Женевския протокол, най-скоро се включва Колумбия на 24 ноември 2015 г.

### Резерви
Много от държавите подават резерви, ставайки членки на договора и заявяват, че те разглеждат задълженията на неупотреба само по отношение на други страни участници и / или, че тези задължения ще спрат да се прилагат по отношение на коя да е държава (или си съюзниците ѝ), ако използва забранените оръжия. Няколко арабски държави също са заявили, че ратификацията им не представлява признаване на, нито дипломатически отношения с, Израел или че спазването на протокола не е задължително по отношение на Израел. Като цяло, резервации не само променят разпоредбите на договора за държавите, които са ги подали, но и симетрично изменят разпоредбите за страни, вече ратифицирали договора, за справяне с първите. Впоследствие редица държави са оттеглили своите резервации, включително бившата Чехословакия през 1990 г. преди нейното разпадане.
Според Виенската конвенция за правоприемство по отношение на договори, държавите, които придобиват независимост от страна членка на договора „се считат за поддържащи всяка резерва по този международен договор, която е приложим към датата на правоприемство в отношение на територията, на която правоприемство се отнася, освен ако, при създаването на държавата, тя изразява противоположно намерение или формулира резерва, която се отнася до същия предмет на тази резерва.“ Докато някои държави изрично са задържали или са се отказали от резервациите, наследени по този принцип, държави, които не са изяснили позицията си върху наследените резерви, са посочени като "със „скритите“ резерви."

## Неучастващи държави
Следните държави не са подписали договора, или не са го „наследили“.
| - Андора - Армения - Азербейджан - Бахами - Беларус - Белиз - Ботсвана - Бруней - Бурунди - Чад - Коморски острови - Демократична република Конго - Република Конго | - Джибути - Доминика - Еритрея - Габон - Грузия - Гвинея - Гвиана - Хаити - Хондурас - Казахстан - Кирибати - Киргизстан - Мали | - Маршалови острови - Мавритания - Микронезия - Черна гора - Мозамбик - Мианмар - Намибия - Науру - Оман - Палау - Палестина - Самоа - Сан Марино - Сао Томе и Принсипи | - Сейшелски острови - Сингапур - Сомалия - Южен Судан - Суринам - Таджикистан - Източен Тимор - Туркменистан - Тувалу - Обединени арабски емирства - Узбекистан - Вануату - Замбия - Зимбабве |

## Хронология на забрани за химически оръжия
| Година | Име                                                             | Ефект |
| ------ | --------------------------------------------------------------- | --- |
| 1675   | Страсбургско споразумение                                       | Първото международно споразумение за химическо оръжие – забранява отровните куршуми.T                                                            |
| 1874   | Брюкселска конвенция                                            | Забранява използването на (Не влиза в сила.) |
| 1899   | Хагски конвенции                                                | Европейските държави се съгласяват да не използват „снаряди с цел разпръскване на задушливи и вредни газове“                                     |
| 1907   | Хагски конвенции                                                | Включва се отрова и отровни оръжия |
| 1919   | Версайски договор                                               | Забранява отровните газове в Германия. |
| 1922   | Договор за употребата на подводници и вредни газове във войната | Проваля се, защото Франция не се съгласява с клаузите за война с подводници.                                                                     |
| 1925   | Женевски протокол                                               | Забранява използването „задушливи, отровни или други газове и на всички сходни течности, материали и уреди“ и „бактериологични методи на война“  |
| 1972   | КБО                                                             | Няма механизми за проверка дали се изпълнява |
| 1993   | КХО                                                             | Забранява развитието, създаването, събирането и използването на химически оръжия.                                                                |
| 1998   | Международен наказателен съд                                    | Осъжда използването на химически оръжия в международни конфликти като военно престъпление. През 2010 е допълнен да включва и вътрешни конфликти) |